# ウィリアム・ロックハート・クレイトン

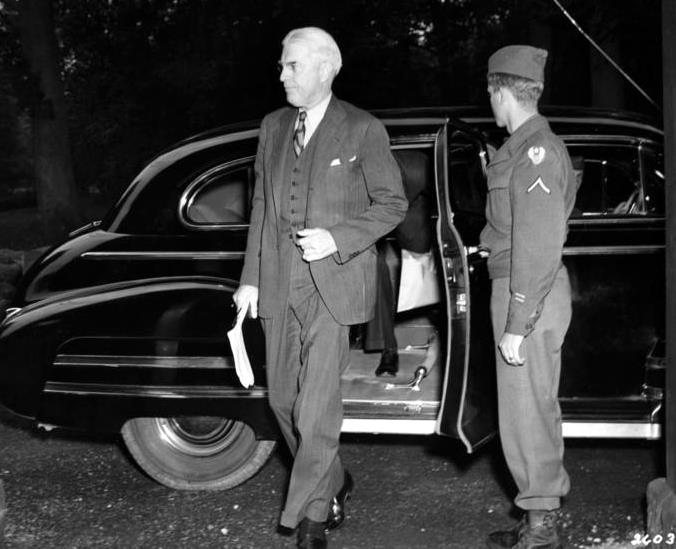
ウィリアム・ロックハート・クレイトン

ウィリアム・ロックハート・クレイトン （William Lockhart Clayton、1880年2月7日 - 1966年2月8日）は、アメリカ合衆国の実業家、官僚。
自ら創業した綿花商会を世界的大企業へと育て上げ、またマーシャル・プランの立案に深く関わった。

## 生い立ち
ミシシッピ州テュペロ近郊の綿花農場で生まれ、テネシー州ジャクソンで育った。13歳で学校を中退し、速記の職を得た。のち、セント・ルイスの綿花商ジェローム・ホール (Jerome Hall) の私設秘書となった。
1896年、ニューヨーク市のアメリカ綿花商会 (American Cotton Company) で勤務し、8年後の1904年に事業副部長となった。同年会社を辞した彼は、2人のパートナーと共に自前の綿花企業「アンダーソン＝クレイトン商会 (Anderson, Clayton and Company) 」をオクラホマ・シティーで興した。
この頃、世界の綿花の6割は米国産であったが、綿花産業は欧州の綿花業者に支配されていた。しかし1914年に勃発した第一次世界大戦によって状況は一変する。主戦場となった欧州が疲弊するのと対照的に、米国は着実に地歩を固めていった。この勢いに乗ってアンダーソン＝クレイトン商会はイギリス、フランス、ドイツなど欧州主要国に代理店を擁し、1916年に本社をテキサス州ヒューストンに移転した。1920年代には、同社は世界最大の綿花商会へと成長した。また、クレイトンは大戦中に綿花流通委員会 (Cotton Distribution Committee) の委員に就任した。

## フーヴァーとの対立
1920年代、米国は慢性的な農業不況に陥り、綿花もまた例外ではなかった。フーヴァー政権は成立直後の1929年6月に農産物市場法 (Agricultural Marketing Act) を成立させて余剰農産物の政府買い上げによる農産物価格の安定を企てた。クレイトンは、米国産綿花の国際競争力のさらなる低下を招くと主張して、同法を批判した。翌年には、スムート・ホーリー法が議会で審議されたが、クレイトンはこれにも反対し、同法を拒否するようフーヴァーに求める請願書を経済学者らと連名で提出した。しかしフーヴァーは請願を拒絶、法案は6月に成立した。
スムート・ホーリー法は米国史上空前の高関税を課した。米国の高関税政策は他国の高関税政策を誘発し、結果的に米国の輸出市場を狭めることになる。

## 反ニューディーラーとして
フーヴァーに代わって1933年に大統領に就任したローズヴェルトは、米国経済再建のためニュー・ディールを実施した。1934年4月にはバンクヘッド法が成立し、割り当て分を超える生産について重税を課せられた。クレイトンはこのようなニュー・ディールの農業政策に抵抗し、1933年から1935年にかけて、ラテン・アメリカの綿花生産地であるペルー、ブラジル、アルゼンチン、パラグアイに買い付け支店を開設した。また1934年9月には、結成されて間もないアメリカ自由連盟（保守勢力の結集と経済統制撤廃を目的とする反ニュー・ディール団体）に加盟した。
しかしクレイトンは、1年足らずでアメリカ自由連盟から脱退する。この頃国務長官コーデル・ハルは共和党政権下の高関税政策を改め、互恵通商協定計画を推進した。クレイトンは、ハルのこうした自由貿易論を支持した。1936年の大統領選の際にはローズヴェルト再選を支持すると言明するが、それはローズヴェルトへの認識を改めたからでは決してなく、本人の説明によれば「ハルを国務長官の地位に留め置くため」であった。

## 官界へ

### 戦略物資調達
第二次世界大戦が勃発すると、クレイトンはナチス・ドイツの勝利を阻止するためには米国が介入する必要があると主張した。
クレイトンは1940年6月27日、ドイツが勝利すれば自由貿易体制が挫折すると演説した。彼の率いるアンダーソン・クレイトン商会は開戦直後、ドイツへの綿花販売中止を決定した。また彼自身は、中立法の修正を議会に要求したり、米国の戦争介入を主張する団体「センチュリー・グループ (Century Group) 」に参加した。
1940年、クレイトンは連邦ローン局 (Federal Loan Administration, FLA) 長官兼復興金融公庫 (Reconstruction Finance Corporation, RFC) 長官ジョーンズ (Jesse Jones) の依頼に応じて官界に身を投じ、復興金融公庫に入った。また同年10月15日には、FLA長官代理及び輸出入銀行副総裁に任命された。
ローズヴェルトがFLAを廃止し、その仕事を商務省へ移すと、クレイトンは1942年2月に商務次官補に任命された。同年10月にはRFCの海外購買機関の1つである合衆国通商会社 (United States Commercial Company, USCC) の総裁に任命された。
一連の内閣改造後、クレイトンは副大統領ヘンリー・A・ウォーレスに仕えた。彼らの不一致のため、1944年1月にクレイトンは商務次官補を辞任するが、わずか1ヶ月後に戦争動員局のジェームズ・F・バーンズの下で余剰戦争資産局 (Surplus War Property Administration, SWPA) 長官として官界に戻った。

### 国務省への転身
1944年の大統領選でローズヴェルトが4選を果たし、ハルの後任の国務長官にエドワード・ステティニアス (Edward R. Stettinius) が就任すると、クレイトンは初代経済担当国務次官補に任命され、己の信ずる自由貿易政策を推進することが可能になった。彼は暫定委員会の委員に任命され、原爆開発によって生ずると予想される問題について陸軍長官ヘンリー・L・スティムソンと大統領ハリー・S・トルーマンに助言した。さらにポツダム会議の際には米国経済代表団議長として参加し、賠償問題を交渉した。
一方、ブレトン・ウッズ協定の批准に伴い、米国の対外金融政策に関する最高意志決定機関として国際通貨金融問題国家諮問会議 (National Advisory Council on International Monetary and Financial Problems, NACIMEP) が設置されたが、ここにもクレイトンが参加した。

### 「欧州の危機」
クレイトンは、第二次世界大戦で被災した欧州を復興させるため、アメリカの経済援助を強く支持し、1947年の「欧州復興計画（マーシャル・プラン）」立案において主要な役割を果たした。
5月27日、クレイトンは覚書「欧州の危機」を提出した。
クレイトンは「我々は物質的荒廃については理解していたが、経済的混乱が生産に及ぼす影響を充分計算に入れることには失敗した」として欧州の危機の根源が経済問題にあるとの認識を示し（第1項）、「（ロシアからではなく）飢餓と混乱から欧州を救うために」（第7項。強調は原文）、米国は欧州に対して「3年間にわたり毎年60乃至70億ドル相当の物資を贈与する」（第8項）必要があると主張した。
この覚書は翌日開催された国務省の首脳会議で検討対象とされ、6月5日に国務長官マーシャルがハーヴァード大学で行った演説に反映された。

## 晩年
1948年、彼はヒューストンで事業を再開したが、冷戦中の米国及び同盟国間の自由貿易と経済協力を推進する努力を積極的に続けた。1963年、クレイトンが 80歳代の時、大統領ジョン・F・ケネディは輸出拡大計画と部分的核実験禁止条約に従事するよう依頼した。ジョンズ・ホプキンス大学の一部門・ポール・H・ニッツェ高等国際問題研究大学院(Paul H. Nitze School of Advanced International Studies, SAIS) の「国際経済学ウィリアム・L・クレイトン教授職 (William L. Clayton Professorship of International Economics) 」は、彼にちなんで名付けられた。
1966年死去。86歳。

## 註
1. ↑  "The European Crisis", Memorandum by the Under Secretary of State for Economic Affairs (Clayton), Foreign Relations of the United States 1947, Vol. III, pp. 230-232.